# フィリーネ・ヴァルダルノ
フィリーネ・ヴァルダルノ（イタリア語: Figline Valdarno）は、イタリア共和国トスカーナ州フィレンツェ県にある、人口約1万7000人の基礎自治体（コムーネ）。

## 地理

### 位置・広がり

#### 隣接コムーネ
隣接するコムーネは以下の通り。
- カステルフランコ・ディ・ソプラ (AR)
- カヴリーリア (AR)
- グレーヴェ・イン・キアンティ
- インチーザ・イン・ヴァル・ダルノ
- ピアーン・ディ・スコ (AR)
- レッジェッロ
- サン・ジョヴァンニ・ヴァルダルノ (AR)

## 人物

### おもな出身者
- マルシリオ・フィチーノ - ルネサンス期の人文主義者、哲学者、神学者。